# Una seria
Una seria é o primeiro álbum de estúdio da rapper italiana Baby K, lançado no dia 12 de março de 2013 pela Sony Music.

## O disco
Produzido por Tiziano Ferro e Michele Canova Iorfida, Una seria teve os singles Sparami e Killer. Sparami é o primeiro single lançado pela rapper, e em seguida adicionado no disco com um vídeo lançado pelo seu canal oficial na Vevo, enquanto Killer foi a primeira faixa adotada pelo projeto, que tem sido muito bem sucedido na Itália. A canção "Se ti fa sentire meglio" é exclusiva para a versão digital no iTunes.
Em seguida o álbum lançou mais dois singles: Non cambierò mai e Sei sola, lançados respectivamente em 5 de abril e 13 de setembro de 2013; no álbum também estão disponíveis as músicas Femmina Alfa, o single publicado originalmente no omonimo EP.

## Faixas
Todas as faixas escritas e compostas por Baby K. 
| N.º            | Título                                        | Duração |  |
| 1.             | "Intro"                                       | 0:31    |  |
| 2.             | "Non cambierò mai" (com Marracash)            | 3:06    |  |
| 3.             | "Killer" (com Tiziano Ferro)                  | 3:33    |  |
| 4.             | "Una seria" (com Fabri Fibra e Skit)          | 4:02    |  |
| 5.             | "Sparami" (com Claudia Nahum)                 | 3:25    |  |
| 6.             | "Sei sola" (com Tiziano Ferro)                | 3:31    |  |
| 7.             | "Domani"                                      | 3:48    |  |
| 8.             | "Il tuo boy è preso male" (com Tiziano Ferro) | 3:31    |  |
| 9.             | "Come il domino"                              | 2:47    |  |
| 10.            | "Una favola"                                  | 2:38    |  |
| 11.            | "La verità"                                   | 3:14    |  |
| 12.            | "Tutto ritorna"                               | 3:09    |  |
| 13.            | "Femmina Alfa"                                | 2:57    |  |
| 14.            | "Se ti fa sentire meglio"                     | 3:04    |  |
| Duração total: | Duração total:                                | 43:16   |  |